# Pequeño
Pequeño é o álbum de estréia do cantor e compositor espanhol Dani Martín, lançado em 13 de outubro de 2010 pela editora discográfica Sony Music. Teve a produção de Bori Alarcón e Iñaki García e as doze canções presentes no álbum foram escritas pelo intérprete. O trabalho deriva dos gêneros pop Latino, pop-rock e música alternativa.
Recebeu análises positivas dos críticos de música, alguns notaram que o single "16 añitos" resume todo o trabalho. Em termos comerciais, Pequeño liderou as paradas musicais da Espanha por três semanas consecutivas e foi autenticado de multi-platina pela Productores de Música de España por vendas superiores a oitenta mil cópias.

## Singles
"16 añitos" foi lançado como primeiro single do álbum em 21 de julho de 2010. Posicionou-se na sétima colocação da lista compilada pela associação espanhola Productores de Música de España, passando uma série de vinte e sete semanas no cume. Mais tarde foi autenticada de ouro pela associação citada anteriormente, por vinte mil exemplares comercializados. "16 añitos" situou-se na trigésima primeira posição da tabela de fim de ano. "Mira la Vida" lançado como a segunda faixa promocional, fracassou em tentar seguir o desempenho da anterior, alcançando apenas o décimo oitavo posto e passou quatorze semanas no periódico. "Mi Lamento" mesmo sem ter sido lançada como single, devido aos download digital seu auge foi o mesmo número que passou de semanas na tabela, dezessete.

## Lista de faixas
| Edição padrão  |                                  |         |  |
| N.º            | Título                           | Duração |  |
| 1.             | "16 Añitos"                      | 4:13    |  |
| 2.             | "Mira La Vida"                   | 3:41    |  |
| 3.             | "Mi Lamento"                     | 4:01    |  |
| 4.             | "Eres"                           | 3:36    |  |
| 5.             | "La Verdad"                      | 3:13    |  |
| 6.             | "Los Valientes De La Pandilla"   | 4:19    |  |
| 7.             | "La Linea"                       | 3:40    |  |
| 8.             | "El Puzzle"                      | 3:17    |  |
| 9.             | "Tres Encantos"                  | 3:37    |  |
| 10.            | "Pequeño"                        | 4:10    |  |
| 11.            | "Lo Que Nace Se Apaga"           | 4:30    |  |
| 12.            | "El Cielo De Los Perros"         | 4:07    |  |
| 13.            | "Mira La Vida (Versão Acústica)" | 3:43    |  |
| 14.            | "Los Valientes De La Pandilla"   | 4:18    |  |
| Duração total: | Duração total:                   | 46:40   |  |

| Pequeño - ¡Qué grande puedes llegar a ser! |                                                  |         |  |
| N.º                                        | Título                                           | Duração |  |
| 15.                                        | "16 Añitos (Versión Maqueta)"                    | 4:43    |  |
| 16.                                        | "Mira la Vída (Versión Maqueta)"                 | 3:32    |  |
| 17.                                        | "Mi Lamento (Versión Maqueta)"                   | 4:00    |  |
| 18.                                        | "Eres (Versión Maqueta)"                         | 3:38    |  |
| 19.                                        | "Los Valientes de la Pandilla (Versión Maqueta)" | 4:10    |  |
| 20.                                        | "El Puzzle (Versión Maqueta)"                    | 3:18    |  |
| 21.                                        | "Tres Encantos (Versión Maqueta)"                | 2:54    |  |
| 22.                                        | "Lo Que Nace Se Apaga"                           | 4:18    |  |
| 23.                                        | "16 Añitos"                                      | 4:21    |  |
| 24.                                        | "Mira la Vida"                                   | 4:03    |  |
| 25.                                        | "Mi Lamento"                                     | 4:04    |  |
| 26.                                        | "La Vida de Pequeño. 1 - El Nue"                 | 4:07    |  |
| 27.                                        | "La Vida de Pequeño. 2 - El Pala"                | 3:24    |  |
| 28.                                        | "La Vida de Pequeño. 3 - La Inici"               | 3:12    |  |
| 29.                                        | "La Vida de Pequeño. 4 - Los Pa"                 | 3:05    |  |
| 30.                                        | "La Vida de Pequeño. 5 - Los V"                  | 4:50    |  |

## Recepção

### Crítica
| Críticas profissionais | Críticas profissionais |
| Avaliações da crítica  | Avaliações da crítica  |
| Fonte                  | Avaliação              |
| ---------------------- | ---------------------- |
| Allmusic               | [ 4 ]                  |

Mariano Prunes, do site Allmusic, escreveu que a essência do álbum é apropriadamente resumido pelo primeiro single "16 añitos", uma balada conduzida pelo piano refletindo sobre a adolescência de Martín.

### Comercial
Pequeño fez sua estréia nas tabelas de sucesso em 31 de outubro de 2010, através da espanhola compilada pela associação Productores de Música de España vendendo vinte mil cópias e sendo já certificado de ouro. Na semana seguinte, datada em 11 de novembro, o álbum continuou na primeira colocação do periódico elevando as vendas para 40 mil cópias e ganhando galardão de platina. Em sua terceira semana ainda ocupava o primeiro posto.
Pequeño passou um total de 83 semanas na tabela e situou-se na lista dos álbuns mais vendidos da Espanha por dois anos. Na edição de 2010, o conjunto de faixas obteve a quarta posição na tabela de fim de ano, mesmo tendo sido lançado quatro meses para o termino do ano. Em 2011, esteve na décima primeira posição. Como marca do desempenho, o álbum acabou por ter sido certificado de multi-platina.

### Posições
| Tabela musical (2010)                    | Melhor posição |
| ---------------------------------------- | -------------- |
| Espanha - PROMUSICAE                     | 1              |
| União Europeia - European Top 100 Albums | 32             |

| País / Provedor      | Certificação |
| -------------------- | ------------ |
| Espanha (PROMUSICAE) | 2× Platina   |

Paradas de fim-de-ano
| Tabela musical (2010)     | Posição |
| ------------------------- | ------- |
| Espanha — Top 100 Albumes | 4       |
| Espanha — Top 100 Albumes | 11      |